# Grand Prix du Morbihan Féminin
Der Grand Prix du Morbihan Féminin, bis 2019 Grand Prix de Plumelec-Morbihan Dames, ist ein Straßenradrennen in Frankreich für Frauen.
Das Eintagesrennen findet seit 2011 jährlich parallel zum Männer-Rennen Grand Prix du Morbihan statt und führt ebenso durch das Département Morbihan in der Bretagne. Es ist seit 2016 in die Kategorie 1.1 eingestuft.

## Palmarès
| Jahr | Siegerin              | Zweite               | Dritte              |          |
| ---- | --------------------- | -------------------- | ------------------- | -------- |
| 2011 | Julie Beveridge       | Siobhan Dervan       | Karol-Ann Canuel    |          |
| 2012 | Audrey Cordon         | Aude Biannic         | Marion Rousse       |          |
| 2013 | Emmanuelle Merlot     | Karol-Ann Canuel     | Mélodie Lesueur     |          |
| 2014 | Audrey Cordon         | Elisa Longo Borghini | Charlotte Bravard   |          |
| 2015 | Sheyla Gutiérrez      | Sandrine Bideau      | Mayuko Hagiwara     |          |
| 2016 | Rachel Neylan         | Christine Majerus    | Élise Delzenne      |          |
| 2017 | Ashleigh Moolman      | Alena Amjaljussik    | Shara Gillow        |          |
| 2018 | Ashleigh Moolman      | Małgorzata Jasińska  | Ane Santesteban     |          |
| 2019 | Cecilie Uttrup Ludwig | Mavi García          | Sheyla Gutiérrez    |          |
| 2020 | abgesagt              | abgesagt             | abgesagt            | abgesagt |
| 2021 | Chiara Consonni       | Charlotte Kool       | Silvia Zanardi      |          |
| 2022 | Ally Wollaston        | Vittoria Guazzini    | Grace Brown         |          |
| 2023 | Grace Brown           | Cédrine Kerbaol      | Dominika Włodarczyk |          |
| 2024 | Silvia Persico        | Victoire Berteau     | Marta Lach          |          |
| 2025 |                       |                      |                     |          |